# Neivamyrmex humilis
Neivamyrmex humilis är en myrart som först beskrevs av Borgmeier 1939.  Neivamyrmex humilis ingår i släktet Neivamyrmex och familjen myror. Inga underarter finns listade i Catalogue of Life.

## Bildgalleri

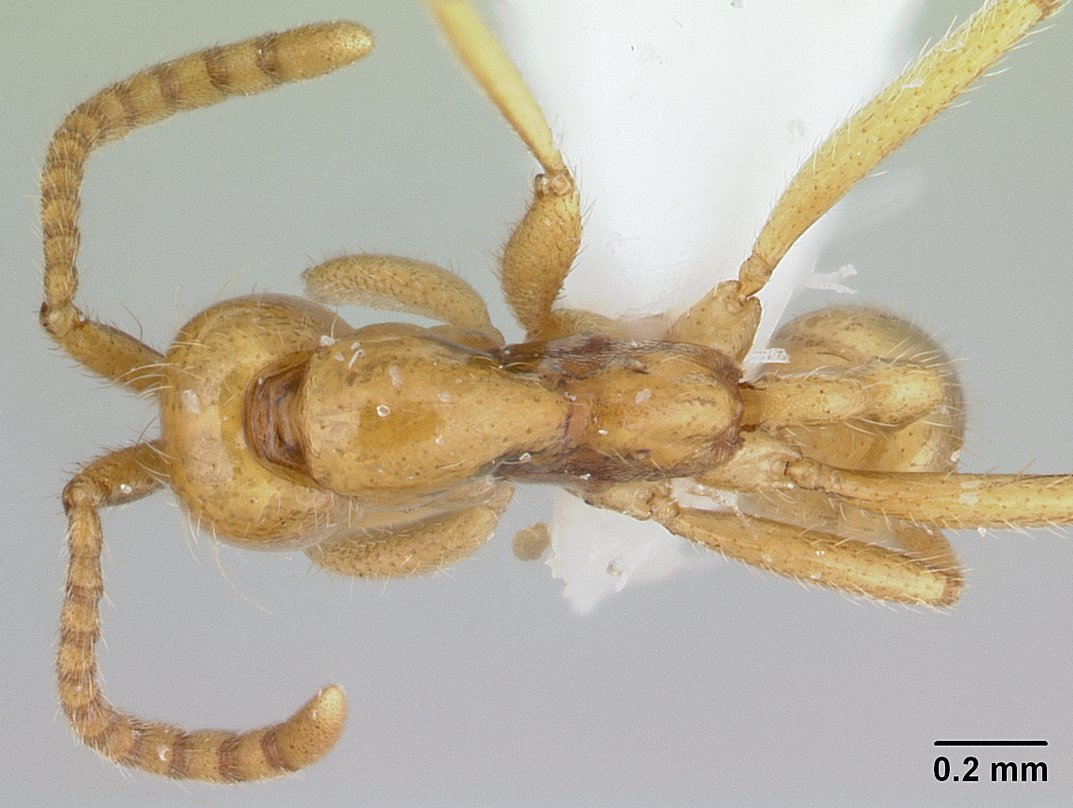
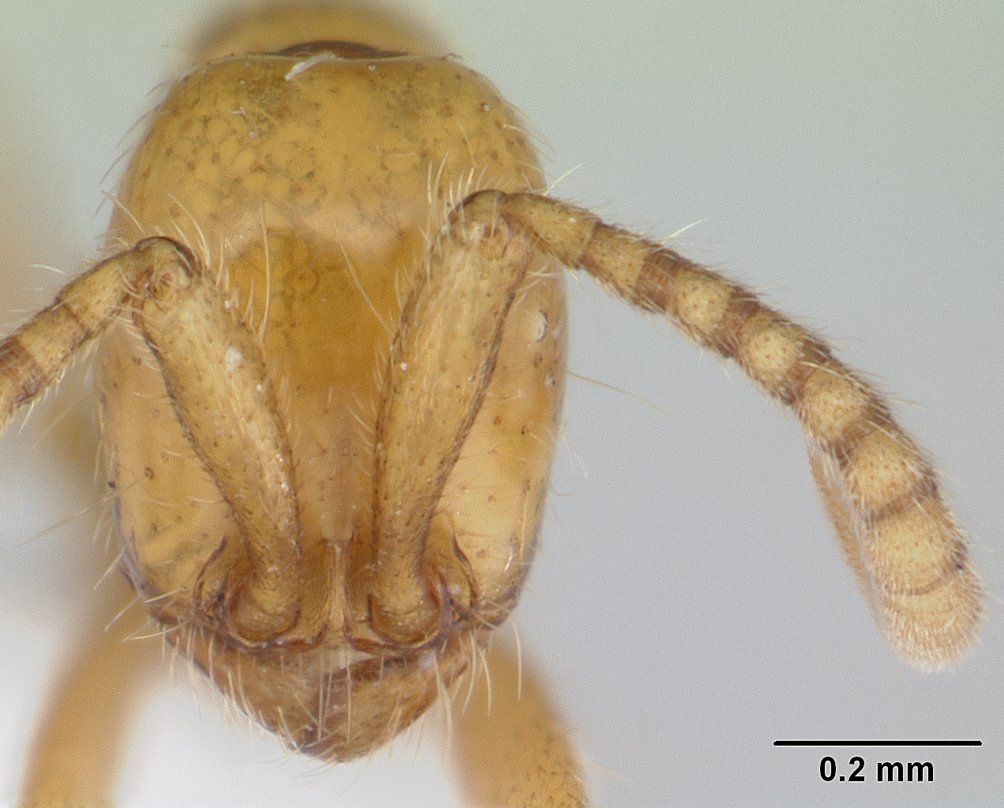
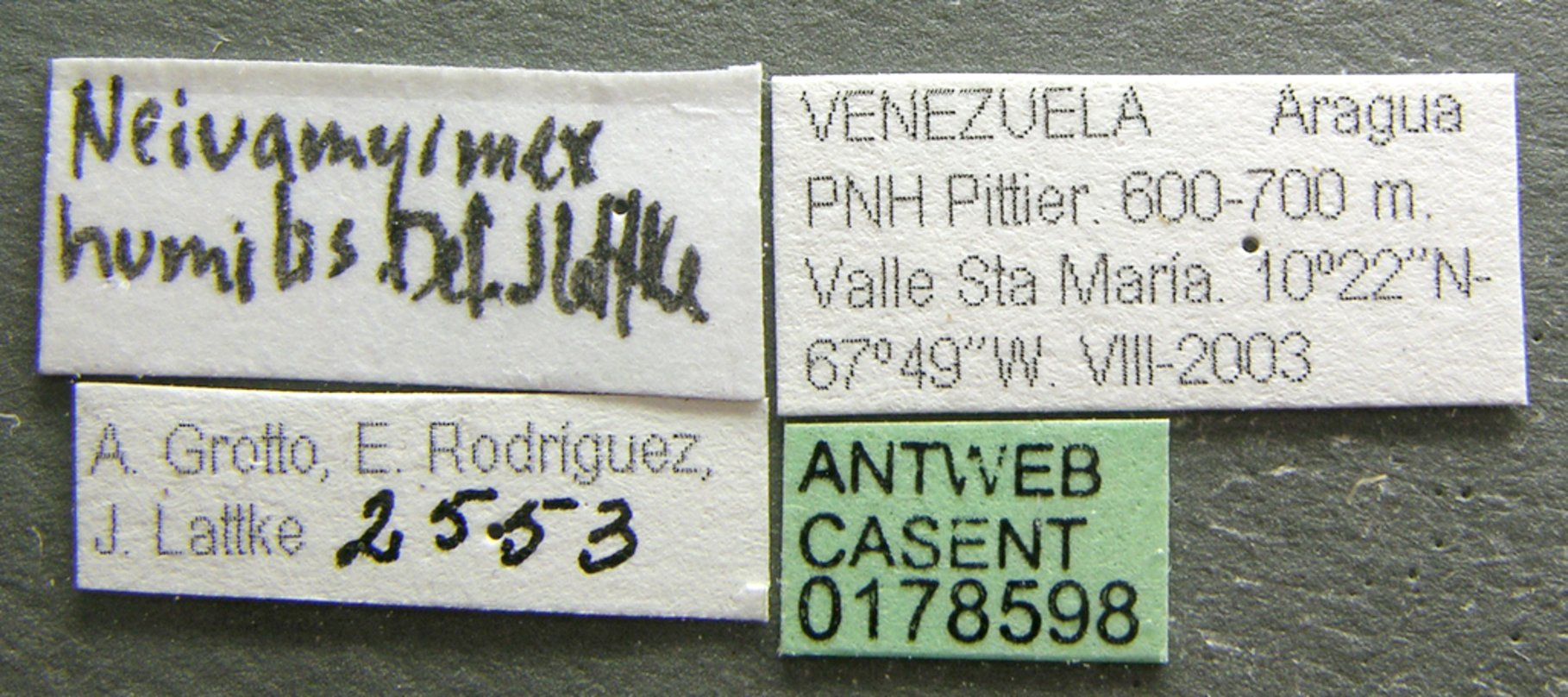
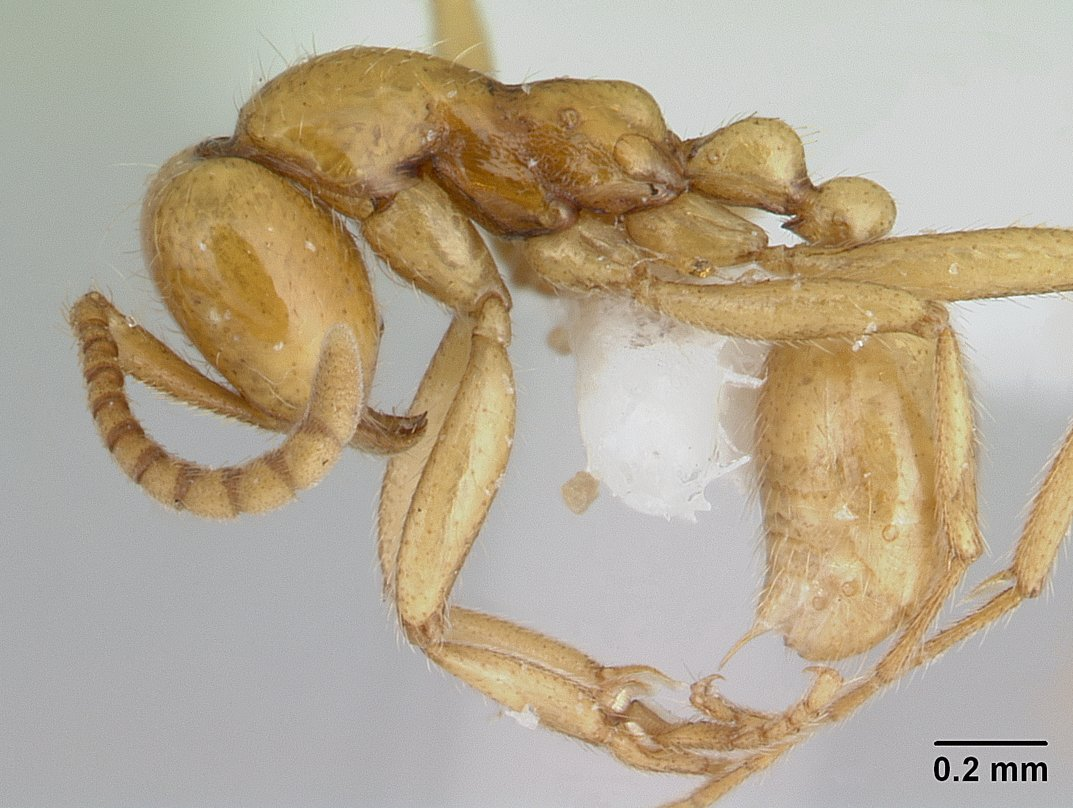